# Zosterornis nigrorum
El timalí de la Negros (Zosterornis nigrorum) es una especie de ave paseriforme de la familia Zosteropidae. 

## Distribución y hábitat
Como indica su nombre es endémica de la isla de Negros (Filipinas). Su hábitat natural son los bosques de montaña de los extremos norte y sur de la isla. Está amenazado por la pérdida de hábitat.